# Portaveu de la Cambra de Representants de Nova Zelanda
El portaveu de la Cambra de Representants de Nova Zelanda és el polític encarregat de presidir la Cambra de Representants de Nova Zelanda. El portaveu compleix un nombre de funcions importants amb relació a l'operació de la Cambra de Representants, la qual està basada en el sistema de Westminster. L'actual portaveu és David Carter.

## Portaveus de la Cambra de Representants de Nova Zelanda
|      | Nom (naixement-mort) circumscripció                                                           | Fotografia          | Començament del mandat | Fi del mandat          | Legislatures       | Partit del portaveu  | Partit governant |
| ---- | --------------------------------------------------------------------------------------------- | ------------------- | ---------------------- | ---------------------- | ------------------ | -------------------- | ---------------- |
| 1    | Charles Clifford (1813-1893) Diputat per Wellington                                           | Charles Clifford    | 31 de maig de 1854     | 12 de desembre de 1860 | 1a, 2a             | Sense partit         | Sense partits    |
| 2    | David Monro (1813-1877) Diputat per Picton fins a 1866 Diputat per Cheviot des de 1866        | David Monro         | 3 de juny de 1861      | 13 de setembre de 1870 | 3a, 4a             | Sense partit         | Sense partits    |
| 3    | Dillon Bell (1822-1898) Diputat per Mataura                                                   | Dillon Bell         | 14 d'agost de 1871     | 21 d'octubre de 1875   | 5a                 | Sense partit         | Sense partits    |
| 4    | William Fitzherbert (1810-1891) Diputat per Hutt                                              | William Fitzherbert | 15 de juny de 1876     | 11 d'agost de 1879     | 6a                 | Sense partit         | Sense partits    |
| 5    | Maurice O'Rorke (1830-1916) Diputat per Onehunga fins a 1881 Diputat per Manukau des de 1881  | Maurice O'Rorke     | 11 de juliol de 1879   | 17 de setembre de 1890 | 7a, 8a, 9a, 10a    | Sense partit         | Sense partits    |
| 6    | William Steward (1841-1912) Diputat per Waimate                                               | William Steward     | 23 de gener de 1891    | 8 de novembre de 1893  | 11a                | Liberal              | Liberal          |
| (5)  | Maurice O'Rorke (1830-1916) Diputat per Manukau                                               | Maurice O'Rorke     | 21 de juny de 1894     | 5 de novembre de 1902  | 12a, 13a, 14a      | Liberal              | Liberal          |
| 7    | Arthur Guinness (1846-1913) Diputat per Grey                                                  | Nova Zelanda        | 29 de juny de 1903     | 10 de juny de 1913     | 15a, 16a, 17a, 18a | Liberal              | Liberal          |
| 8    | Frederic Lang (1852-1937) Diputat per Manukau                                                 | Nova Zelanda        | 10 de juny de 1913     | 31 d'octubre de 1922   | 18a, 19a, 20a      | Reformador           | Reformador       |
| 9    | Charles Statham (1875-1976) Diputat per Dunedin Central                                       | Nova Zelanda        | 7 de febrer de 1923    | 10 de desembre de 1928 | 21a, 22a           | Sense partit         | Reformador       |
| 9    | Charles Statham (1875-1976) Diputat per Dunedin Central                                       | Nova Zelanda        | 10 de desembre de 1928 | 22 de setembre de 1931 | 23a                | Sense partit         | Unit             |
| 9    | Charles Statham (1875-1976) Diputat per Dunedin Central                                       | Nova Zelanda        | 22 de setembre de 1931 | 6 de desembre de 1935  | 24a                | Sense partit         | Unit-Reformador  |
| 10   | Bill Barnard (1886-1958) Diputat per Napier                                                   | Bill Barnard        | 25 de març de 1936     | 1940                   | 25a, 26a           | Laborista            | Laborista        |
| 10   | Bill Barnard (1886-1958) Diputat per Napier                                                   | Bill Barnard        | 1940                   | 25 d'agost de 1943     | 26a                | Democràtic Laborista | Laborista        |
| 11   | Frederick Schramm (1886-1962) Diputat per Auckland East                                       | Nova Zelanda        | 22 de febrer de 1944   | 12 d'octubre de 1946   | 27a                | Laborista            | Laborista        |
| 12   | Robert McKeen (1884-1974) Diputat per Island Bay                                              | Nova Zelanda        | 24 de juny de 1947     | 21 d'octubre de 1949   | 28a                | Laborista            | Laborista        |
| 13   | Matthew Oram (1885-1969) Diputat per Manawatu                                                 | Matthew Oram        | 27 de juny de 1950     | 25 d'octubre de 1957   | 29a, 30a, 31a      | Nacional             | Nacional         |
| 14   | Robert Macfarlane (1900-1982) Diputat per Christchurch Central                                | Robert Macfarlane   | 21 de gener de 1958    | 28 d'octubre de 1960   | 32a                | Laborista            | Laborista        |
| 15   | Ronald Algie (1888-1978) Diputat per Remuera                                                  | Nova Zelanda        | 20 de juny de 1961     | 26 de novembre de 1966 | 33a, 34a           | Nacional             | Nacional         |
| 16   | Roy Jack (1914-1977) Diputat per Waimarino                                                    | Nova Zelanda        | 26 d'abril de 1967     | 1972                   | 35a, 36a           | Nacional             | Nacional         |
| 17   | Alfred Allen (1912-1987) Diputat per Franklin                                                 | Nova Zelanda        | 1972                   | 20 d'octubre de 1972   | 36a                | Nacional             | Nacional         |
| 18   | Stanley Whitehead (1907-1976) Diputat per Nelson                                              | Nova Zelanda        | 14 de febrer de 1973   | 10 d'octubre de 1975   | 37a                | Laborista            | Laborista        |
| (16) | Roy Jack (1914-1977) Diputat per Rangitikei                                                   | Nova Zelanda        | 22 de juny de 1976     | 24 de desembre de 1977 | 38a                | Nacional             | Nacional         |
| 19   | Richard Harrison (1921-2003) Diputat per Hawke's Bay                                          | Nova Zelanda        | 1978                   | 1984                   | 38a, 39a, 40a      | Nacional             | Nacional         |
| 20   | Basil Arthur (1928-1985) Diputat per Timaru                                                   | Nova Zelanda        | 1984                   | 1 de maig de 1985      | 41a                | Laborista            | Laborista        |
| 21   | Gerard Wall (1920-1992) Diputat per Porirua                                                   | Nova Zelanda        | 1985                   | 1987                   | 41a                | Laborista            | Laborista        |
| 22   | Kerry Burke (1942-actualitat) Diputat per West Coast                                          | Nova Zelanda        | 1987                   | 1990                   | 42a                | Laborista            | Laborista        |
| 23   | Robin Gray (1931-actualitat) Diputat per Clutha                                               | Nova Zelanda        | 1990                   | 1993                   | 43a                | Nacional             | Nacional         |
| 24   | Peter Tapsell (1930-2012) Diputat per Eastern Maori                                           | Nova Zelanda        | 1993                   | 1996                   | 44a                | Laborista            | Nacional         |
| 25   | Doug Kidd (1941-actualitat) Diputat per Kaikoura                                              | Nova Zelanda        | 1996                   | 1999                   | 45a                | Nacional             | Nacional         |
| 26   | Jonathan Hunt (1938-actualitat) Diputat de llista                                             | Jonathan Hunt       | 5 de desembre de 1999  | 3 de març de 2005      | 46a, 47a           | Laborista            | Laborista        |
| 27   | Margaret Wilson (1947-actualitat) Diputada de llista                                          | Margaret Wilson     | 3 de març de 2005      | 8 de novembre de 2008  | 48a                | Laborista            | Laborista        |
| 28   | Lockwood Smith (1948-actualitat) Diputat per Rodney fins a 2011 Diputat de llista des de 2011 | Lockwood Smith      | 8 de novembre de 2008  | 1 de febrer de 2013    | 49a, 50a           | Nacional             | Nacional         |
| 29   | David Carter (1952-actualitat) Diputat de llista                                              | Nova Zelanda        | 1 de febrer de 2013    | (actualitat)           | 50a                | Nacional             | Nacional         |